# Inseminación intrauterina (IUI)
La inseminación intrauterina  es la inseminación artificial que se plantea como primer escalón en el campo de la reproducción asistida.
Consiste en la introducción del semen con una cánula dentro del útero de la mujer, que habrá sido sometida a estimulación ovárica controlada suave, y que se encontrará en el momento idóneo para que su óvulo pueda ser fecundado.

## Historia
El primer artículo titulado Inseminación intrauterina (IUI) se publicó en 1962. Desde entonces, la IIU ha evolucionado a través de innovaciones como la preparación del esperma, la monitorización del momento preovulatorio y la inducción de la ovulación.

## Indicaciones de la IUI
Se indica este procedimiento ante:
- Factor masculino leve o moderado.
- Incapacidad de eyacular en la vagina.
- Infertilidad idiopática.
- Infertilidad relacionada con endometriosis.
- Infertilidad por un factor endometrial.
- Infertilidad por factor ovulatorio.
- Esperma de un donante.
- Alergia al semen.

## Ciclo de IUI

### Estimulación ovárica suave.
La estimulación ovárica debe ser suave para evitar que maduren más de 2-3 folículos a la hora de hacer la inseminación para evitar el riesgo a embarazo múltiple. Si maduran muchos folículos, debe cancelarse la inseminación y se intentará en el siguiente ciclo.

### Inducción de la ovulación.
La ovulación se induce mediante la administración de la hormona hCG o gonadotropina coriónica humana en el momento de máxima fertilidad (cuando el folículo está maduro). Esto teóricamente se haría mediante la administración de LH (la hormona luteinizante), pero no se hace porque la administración de las dosis necesarias de LH recombinante para la inducción de la ovulación  es demasiado cara y costosa de conseguir. Aun así, podemos usar la hCG para la inducción de la ovulación en lugar de la LH ya que ambas hormonas tienen algo en común: unas subunidades α casi idénticas, que permite que se den unos efectos muy similares a la administración de LH.
La IUI se ha combinado con la utilización de citrato de clomifeno o gonadotropinas.

### Capacitación del semen.
Se imita el proceso natural por el que pasa el esperma tras la eyaculación y que permite a algunos de los espermatozoides liberados adquirir la capacidad de fecundar al óvulo.

### Realización de la inseminación intrauterina
Es la introducción de un catéter fino a través del cuello uterino hasta el útero para depositar la suspensión de espermatozoides previamente procesada (0,2 a 0,5 ml) directamente en el útero.
La inseminación se puede realizar en varios momentos alrededor de la ovulación y se puede realizar  una o varias veces. El momento de la inseminación en relación con la ovulación es fundamental para una tasa de éxito óptima. En la mayoría de los estudios publicados la inseminación se realiza entre 32 y 36 horas después de la administración de hCG. 
El número de las contracciones que el útero es capaz de realizar por minuto, sería un parámetro asociado en esta inseminación artificial, y estarían directamente relacionadas con un embarazo.

Una frecuencia baja (<2-3/minuto) y una intensidad alta de contracciones del útero en el momento del procedimiento, también estaría asociada al número de embarazos obtenido.

### Soporte de fase lútea.
Se hace a través de la administración de la progesterona. Este paso teóricamente no haría falta porque el folículo produce por sí mismo progesterona, pero se hace como precaución en IUI.

## Requerimientos para IUI
- Las trompas deben funcionar y ser permeables, al menos una, aunque idealmente deberían funcionar las dos, puesto que en la IUI se soltará el semen en el útero y este debe ir por las trompas hasta encontrar el óvulo.
- Una calidad mínima del semen, medida con el parámetro MMP o REM,[9] que debe ser mayor de 3-5 millones de espermatozoides.
- Función ovárica razonablemente sana.

Además se tiene en cuenta otras situaciones:
- Edad de la mujer.
- Tiempo de duración de la infertilidad.
- Ciclos previos de inseminación intrauterina.

## Resultados de la IUI
La tasa de embarazo de la primera inseminación artificial es baja, del 15% en el caso 
de hacer la inseminación con semen homólogo (de la pareja de la mujer inseminada) 
y del 30% cuando se usa semen de donante. 
Teóricamente, la tasa de éxito de la IUI aumentaría conforme aumenta el número de inseminaciones que se hagan; no obstante, en la práctica, si no funciona la quinta inseminación, será improbable que funcionen los siguientes intentos.
Las pruebas rutinarias (reserva ovárica, seminograma, problemas en las trompas…) que se hacen antes de iniciar un tratamiento de fertilidad dan información sobre determinados aspectos, pero no pueden asegurar que todo lo que no se estudia esté bien. 
Por tanto, hasta que no se hace la fecundación in vitro no se pueden saber, por ejemplo, si la zona pelúcida del ovocito es muy gruesa, si los espermatozoides hacen bien la reacción acrosómica o si los embriones generados por la fusión de los gametos de una pareja son de buena calidad o no. 
La inseminación artificial es un primer abordaje de las parejas con buen pronóstico, que 
resulta en un 50% de las parejas con embarazo después de 3-5 inseminaciones intrauterinas.
Por este motivo, se hacen unos 4-5 ciclos de IUI si se cumplen los requisitos y, si no hay éxito, se recurre a la fecundación in vitro (FIV).